# オルジェスタ
株式会社オルジェスタ（英: Orgesta Inc.）は、日本のゲームソフト開発会社。

## 概要
2003年に有限会社オルジェスタとして設立。2006年に株式会社オルジェスタに改組。2008年に現住所に移転。

## 開発した主なゲームタイトル

### フィーチャーフォン
- たこパラ (オルジェスタ)
- 影武者伝説 (ジグノシステムジャパン)
- 明日は王様 (ジグノシステムジャパン)
- 明日は王様2 (ジグノシステムジャパン)
- 僧侶と天竺 (ジグノシステムジャパン)
- ゾンビマスター (オープンドア)
- 戦国ブレイブ (コトブキソリューション)
- THE セクシーブロック崩しDX (ディースリー・パブリッシャー)

### スマートフォン
- ラノゲツクールＦ (角川ゲームス)
- ラノゲツクール (角川ゲームス)
- にゃっちーずクッキング【小さな店の大きな野望】 (タップエンタテインメント)
- 逃走勇者 (オルジェスタ)
- ドラゴンディフェンス (シリコンスタジオ)
- 医療用語集！ (日本教育ネットワークコンソシアム)
- ドリームクラブ ホストガールコレクション！ (ディースリー・パブリッシャー)
- 二角どりポケット (セガ)[1]
- Miracle Stone (セガ)
- ドラゴンブレーカー (サン電子)
- THE 麻雀パズル ～二角取り～ (バンダイナムコゲームス／ディースリー・パブリッシャー)
- THE 大富豪 (バンダイナムコゲームス／ディースリー・パブリッシャー)

### ニンテンドー3DS
- RPGツクールフェス (角川ゲームス、ドット絵制作協力)
- 二角でスッシー (アークシステムワークス)
- クルりんスッシー (アークシステムワークス)[2]